# Boldia
Boldia es un género de foraminífero bentónico de la subfamilia Gavelinellinae, de la familia Gavelinellidae, de la superfamilia Chilostomelloidea, del suborden Rotaliina y del orden Rotaliida. Su especie tipo es Rotalina lobata. Su rango cronoestratigráfico abarca desde el Paleoceno hasta el Luteciense (Eoceno medio).

## Clasificación
Boldia incluye a las siguientes especies:
- Boldia carinata †
- Boldia cubensis †
- Boldia erythrosiphon †
- Boldia lobata †
- Boldia madrugaensis †
- Boldia reinholdi †
- Boldia toeringae †
- Boldia vandersluisi †
- Boldia variabilis †
- Boldia vertebralis †